# Paracypris polita
Paracypris polita är en kräftdjursart som beskrevs av Georg Ossian Sars 1866. Paracypris polita ingår i släktet Paracypris och familjen Candonidae. Arten är reproducerande i Sverige. Inga underarter finns listade i Catalogue of Life.